# Bongo bubanj
Bongo bubanj (bongosi) su afro-kubanske udaraljke izrađene od dva mala bubnja koji su spojeni jedan uz drugog. Bubnjevi mogu biti različitih veličina. Veći bubanj se naziva hembra (ženka), a manji macho (mužjak). Oni su Membranofoni instrumenti, odnosno instrumenti koji proizvode zvuk pomoću vibracije zategnute membrane. Izrađuju se od drveta, metala i kompozitnih materijala spojenih tankim komadom drva. Opne se često izrađuju od sušene kože (najčešće kozje), a mogu biti i sintetički. Bongosi su najčešća pratnja u flamenco glazbi, no pronalazimo ih i u drugim glazbenim izričajima. 

## Povijest
Bongo je nastao u istočnom dijelu Kube poznatom kao Orijente, u devetnaestom stoljeću. Upotrebljava se u Kubanskoj glazbi Son. Postupno dolazi u zapadnu Kubu na prijelazu dvadesetog stoljeća, kada se Son preselio u glavni grad Havanu. Pojavom Son montuno u kasnim tridesetima, bongo svirač su počeli svirati velika ručna bongo zvona tijekom zborskog dijela pjesme.

## Tehnike
Bongo bubnjevi proizvode relativno više tonove u odnosu na konga bubnjeve. Veći bubanj se drži s desne strane ako je osoba dešnjak. Najčešće se udara rukom. Svira se tako što se udara rubova prstima ili dlanovima.

## Vanjske poveznice
http://www.bongomania.com/